# Welcome to the Club
Pour plus de détails, voir Fiche technique et Distribution.
Welcome to the Club est un film britannique réalisé par Walter Shenson, sorti en 1971.

## Synopsis
En 1945, afin de lutter contre la ségrégation raciale au sein de l'armée américaine, un officier engage une chorale afro-américaine pour accompagner son groupe.

## Fiche technique
- Titre : Welcome to the Club
- Réalisation : Walter Shenson
- Scénario : Clement Biddle Wood
- Pays :  Royaume-Uni
- Genre : Comédie
- Langue : anglais
- Date de sortie : États-Unis : septembre 1971

## Distribution
- Brian Foley : Andrew Oxblood
- Jack Warden : Général Strapp
- Andy Jarrell : Robert E. Lee Fairfax
- Kevin O'Connor : Harrison W. Morve
- Francesca Tu : Hogan
- David Toguri : Hideki Ikada
- Al Mancini : Soldat Marcantonio
- Art Wallace : Colonel Buonocuore
- Marsha A. Hunt : Leah Wheat
- Joyce Wilford : Shawna O'Shay
- Lon Satton : Marshall Bowles
- Christopher Malcolm : Soldat Henry Hoe
- John Dunn-Hill : Soldat O'Malley
- Louis Quinn : Capitaine Sigmus
- Lee Meredith : Betsy Wholecloth